# العابسية
العابسية كانت قرية عربية فلسطينية في قضاء صفد. و قد تم تهجير سكانها خلال الحرب العربية الإسرائيلية لعام 1948 في مايو 1948، من قبل كتيبة البلماح الأولى للعملية يفتاح. وتقع على بعد 28.5 كيلومترا شمال شرق صفد بالقرب من نهر بانياس الذي كانت تعتمد عليه القرية للري.

## التاريخ
كانت القرية تحتوي على خرب تل الساخنة، وتل الشريعة، والشيخ غنام.
في عام 1881، وصفت الدراسة الاستقصائية التي أجراها صندوق استكشاف فلسطين في فلسطين الغربية بأن القرية هي "مجموعة من أكواخ الطين في سهل الحولة، على نهر بانياس تحتوي على سبعين من المسلمين. وهناك إمدادات كبيرة من المياه وبعض الأشجار بالقرب من القرية.

### عهد الانتداب البريطاني
في تعداد فلسطين عام 1931، كان عدد سكان القرية، خلال الانتداب البريطاني لفلسطين، 609 نسمة، وجميعهم مسلمون، في ما مجموعه 31 منزلاً.

## ثبت المراجع
- Conder، Claude Reignier؛ Kitchener، Herbert H. (1881). The Survey of Western Palestine: Memoirs of the Topography, Orography, Hydrography, and Archaeology. London: صندوق استكشاف فلسطين. ج. 1. مؤرشف من الأصل في 2022-12-07.
- Department of Statistics (1945). Village Statistics, April, 1945. Government of Palestine. مؤرشف من الأصل في 2019-04-02.
- Hadawi، Sami (1970). Village Statistics of 1945: A Classification of Land and Area ownership in Palestine. Palestine Liberation Organization Research Center. مؤرشف من الأصل في 2019-07-08.
- Khalidi، Walid (1992). All That Remains:The Palestinian Villages Occupied and Depopulated by Israel in 1948. واشنطن العاصمة: مؤسسة الدراسات الفلسطينية. ISBN:0-88728-224-5. مؤرشف من الأصل في 2020-04-13.
- Mills, E.، المحرر (1932). Census of Palestine 1931. Population of Villages, Towns and Administrative Areas. Jerusalem: Government of Palestine. مؤرشف من الأصل في 2022-06-30.
- Morris، Benny (2004). The Birth of the Palestinian Refugee Problem Revisited. Cambridge University Press. ISBN:978-0-521-00967-6. مؤرشف من الأصل في 2020-04-13.
- Palmer، E. H. (1881). The Survey of Western Palestine: Arabic and English Name Lists Collected During the Survey by Lieutenants Conder and Kitchener, R. E. Transliterated and Explained by E.H. Palmer. صندوق استكشاف فلسطين. مؤرشف من الأصل في 2022-08-06.

## وصلات خارجية
- العابسية ترحب بكم
- al-'Abisiyya (Safed), ذاكرات
- Al-‘Abisiyya, Villages of Palestine
- Survey of Western Palestine, Map 2: IAA, Wikimedia commons